# Żerdno (jezioro)
Żerdno – jezioro na Pojezierzu Drawskim, położone w województwie zachodniopomorskim, w powiecie drawskim, w gminie Czaplinek.
Akwen połączony jest z wielkim jeziorem Drawsko poprzez rzekę Drawę. Jezioro znajduje się przy trasie Czaplinek – Połczyn-Zdrój, w sąsiedztwie wioski Stare Drawsko. 
Akwen jest zwany również Jeziorem Srebrnym ze względu na czystość wody (I klasa czystości). W 2011 zaliczone do II klasy czystości wód.
Jezioro dość spokojne, nie spotyka się tu dużej fali. Ma dość niskie brzegi porośnięte lasem liściastym i brzozą. Pobudowane są tu dość liczne kładki i pomosty.
Rybostan jeziora podobny jest do jeziora Drawskiego – można tu złowić wiele gatunków ryb słodkowodnych, a w szczególności okonie dochodzące wagą do 2 kg.